# Ramilson Maia
Ramilson Maia (São Paulo, ) é um DJ e produtor musical brasileiro, e o fundador do projeto Kaleidoscópio, famoso no Brasil e em vários países.

## Carreira
Além de ser um famoso pelo grupo Kaleidoscópio, Ramilson é famoso por criar remixes oficiais para músicas de trabalho de diversos cantores em todo o Brasil como Daniela Mercury, Roberto Carlos, Marisa Monte, “Filtro Solar”com Pedro Bial, Vanessa da Mata, Fernanda Porto, Claudia Leite, Graça Cunha entre outros.
Como DJ, Ramilson já se apresentou no Japão, Ucrânia, Itália, Portugal, França, Reino Unido, Rússia, República Checa, Espanha, Áustria e morou 2 anos na Italia na ameriva do sul Agentina Chile Uruguai e outros.
É o DJ fixo do trio eletrônico de Daniela Mercury desde 2003 no carnaval em Salvador. Em 2005 concorreu ao prêmio MTV Video Music Brasil da MTV Brasil. Ramilson apresenta o programa Plug-In Energia na Rádio 97,7 FM em São Paulo todos os domingos às 21 horas, onde toca e comenta sobre novidades da música eletrônica.
Em 2012 está de volta com shows pelo mundo com o projeto Kaleidoscópio, além de seus projetos paralelos.
Seus trabalhos mais recentes é o EP Pará, e o CD "Ram Science", que retrata através da música, vários estados brasileiros. Possui participações da cantora Fernanda Porto e do violinista Cleiton Rodrigues.
Como trabalho próprio, além deste último álbum, o DJ já lançou vários singles e outros EPS.  Com o projeto/grupo Kaleidoscópio foram lançados dois álbuns.

## Discografia

### EPs
- 2011: Pará

### Álbuns
- 1999: Ram Science e Música
- 2001: Dj Ramilson Maia apresenta Drum Bass Brazuca Volume 1

No grupo/projeto Kaleidoscópio
- 2002: Tem que Valer
- 2003: Dj Ramilson Maia apresenta Drum Bass Brazuca Volume 2
- 2006: Kaleido
- 2006: Ramilsom Maia Sambass 3

solo
- 2011: Ram Science